# Chemical Chords
Chemical Chords — девятый студийный альбом британской инди-рок группы Stereolab. Он был выпущен 18 августа 2008 года лейблами 4AD Records и Duophonic Records.

## Отзывы
| Совокупная оценка | Совокупная оценка |
| Источник          | Оценка            |
| ----------------- | ----------------- |
| Metacritic        | 72/100            |
| Оценки критиков   |                   |
| Источник          | Оценка            |
| AllMusic          | [ 6 ]             |
| The A.V. Club     | B+                |
| Drowned in Sound  | 8/10              |
| The Guardian      | [ 9 ]             |
| The Irish Times   | [ 10 ]            |
| Mojo              | [ 11 ]            |
| Pitchfork         | 8.1/10            |
| Spin              | [ 13 ]            |
| Uncut             | [ 14 ]            |
| XLR8R             | 7/10              |

Sound-Dust был встречен музыкальными критиками в целом благосклонно.
Хизер Фарес из AllMusic отметил, что «На Chemical Chords, дебютном альбоме Stereolab на лейбле 4AD, они используют гораздо более попсовый подход, чем на своих предыдущих работах. На самом деле, краткость и непосредственность этих песен можно рассматривать как больший эксперимент для группы, чем их частые локгроулы и гипнотические пассажи; с ними Chemical Chords представляет версию звучания Stereolab, которая так же ярка, как и их ранние работы, но шипит от непосредственности и срочности. Chemical Chords удается быть еще более лаконичным и очаровательным, жертвуя характерным звучанием Stereolab ради его непосредственности».

## Список композиций
Слова и музыка всех песен — Тима Гейна и Летисии Садье, кроме указанных.
| №                   | Название                              | Автор(ы)            | Длительность |
| ------------------- | ------------------------------------- | ------------------- | ------------ |
| 1.                  | «Neon Beanbag»                        |                     | 3:49         |
| 2.                  | «Three Women»                         |                     | 3:46         |
| 3.                  | «One Finger Symphony»                 |                     | 2:05         |
| 4.                  | «Chemical Chords»                     |                     | 5:12         |
| 5.                  | «The Ecstatic Static»                 |                     | 4:44         |
| 6.                  | «Valley Hi!»                          |                     | 2:14         |
| 7.                  | «Silver Sands»                        |                     | 3:08         |
| 8.                  | «Pop Molecule (Molecular Pop 1)»      | Gane                | 2:15         |
| 9.                  | «Self Portrait with 'Electric Brain'» |                     | 3:16         |
| 10.                 | «Nous vous demandons pardon»          |                     | 4:52         |
| 11.                 | «Cellulose Sunshine»                  |                     | 2:36         |
| 12.                 | «Fractal Dream of a Thing»            |                     | 3:37         |
| 13.                 | «Daisy Click Clack»                   |                     | 3:28         |
| 14.                 | «Vortical Phonotheque»                |                     | 3:07         |
| Общая длительность: | Общая длительность:                   | Общая длительность: | 48:09        |

## Чарты
| Чарт (2008)                                  | Высшая позиция |
| -------------------------------------------- | -------------- |
| Ирландия (IRMA)                              | 69             |
| Япония (Oricon)                              | 163            |
| Великобритания (UK Albums Chart)             | 102            |
| Великобритания (UK Independent Albums Chart) | 10             |
| США (Billboard 200)                          | 170            |
| США (Billboard Top Heatseekers Albums)       | 7              |
| США (Billboard Independent Albums)           | 24             |